# カール・ルートヴィヒ・フィリップ・ツァイハー
カール・ルートヴィヒ・フィリップ・ツァイハー（Karl Ludwig Philipp Zeyher、1799年8月2日 - 1858年12月13日 ）はドイツ生まれの、植物、昆虫採集家である。南アフリカで多くの標本を集めた。著書にエクロン（Christian Friedrich Ecklon）と共著の『南アフリカの植物の一覧』（"Enumeratio Plantarum Africae Australis" (1835-7)）がある。

## 略歴
ヘッセン州のディレンブルクに生まれた。1816年にシュヴェツィンゲンの公爵の庭園の庭師長の叔父のもとで働き初め、フランツ・ジーバー（Franz Sieber）と出会い、19世紀になって盛んになった植物標本を集め販売する商売を共同で行うことになった。1822年8月に2人はモーリシャスに向かったがツァイハーはケープに残され、ジーバーは一人で、モーリシャスとオーストラリアに渡った。1924年にジーバーが戻ると、ツァイハーの集めた標本は取り上げられ、報酬は支払われなかったので、独力で商売をすることにした。1825年に南アフリカ南部のオイテンハーヘを旅し、1828年に西ケープ州のクランウィリアムの北を旅した。集めた標本はおじに送られた。
1829年にエクロンがヨーロッパからケープに戻り、共同で植物の収集を行うことにした。エクロンはすでに、ホフシュテッター（Ferdinand Friedrich Hochstetter）とストイデル（Ernst Gottlieb von Steudel）が運営する植物標本交換会（Unio Itineraria）で標本を販売していた。エクロンはアルゴア湾を渡りケープ東部へ渡り、ジーハーは牛車で北へ向かった。クランウィリアム、シーデルベルフを通って、オリファンツ川に沿って河口まで下った。この地域で採集を行い、ビターフォンテン（Bitterfontein）とカミースバーグ（Kamiesberge）へ旅した。さらに北方に進みオレンジ川に達し、その河口まで達した。少ない降雨と炎熱で多くの牛を失った。エクロンはケープタウンに戻り、ツァイハーが戻るまでに彼の収集品を出荷し、タルバ（Tulbagh）でツァイハーと合流しGroot Winterhoekbergまで進み多くの植物を集めた。
1931年から2人はケープタウンを出発しケープ植民地の東の境界地域まで採集旅行を行ない多くの標本を集め、1932年にその処理のためにエクロンはヨーロッパに戻った。ツァイハーはケープ植民地東部随一の庭園をつくった薬剤師で植物収集家のヨアヒム・ブレーム（Joachim Brehm）の元で働いた。エクロンはハンブルクで『南アフリカの植物の一覧』の出版社を探し、1834年から1837年の間に3巻で出版された。倉庫の火災で彼らの標本の大部分が失われたため、エクロンは失望し、ケープに戻る前に自分の標本を後に『ケープ植物誌』（"Flora Capensis"）の共著者となるゾンダー（Otto Wilhelm Sonder）に売却し、植物収集をやめた。ツァイハーも意気消沈したが、採集品をロンドンのウィリアム・ジャクソン・フッカーやナサニエル・バグショー・ウォードに送り、植物採集の仕事を続けた。1840年からはジョセフ・バーク（Joseph Burke）と植物採集をした。
ノウゼンカズラ科の属名、Zeyheriaやアカテツ科の属名Zeyherella（Englerophytumのシノニム）に献名されている他、多くの種の学名に名前がつけられている。